# Peroxyde d'hydrogène

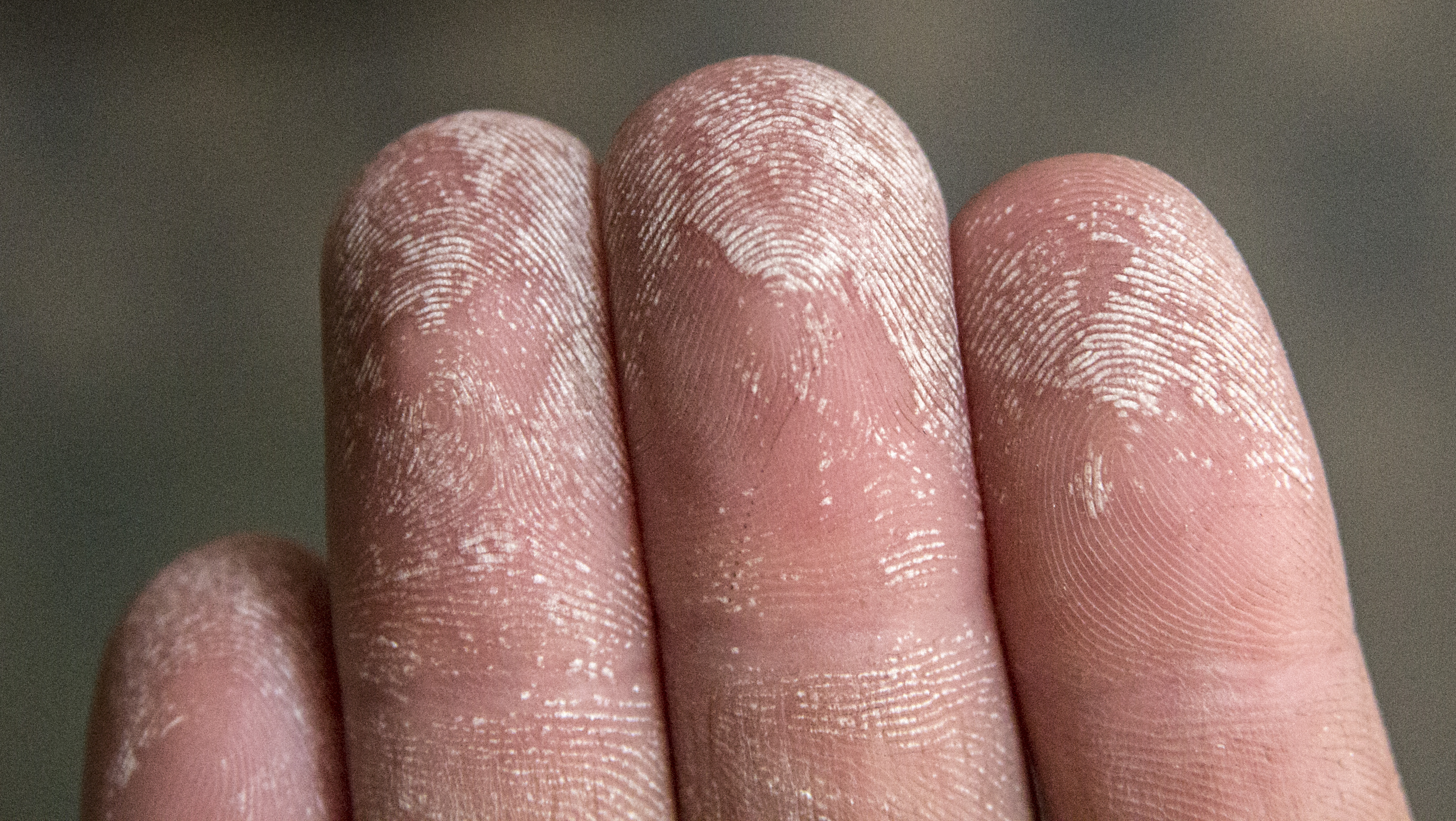
Effets du peroxyde d'hydrogène sur les doigts, à faible concentration.

Le peroxyde d'hydrogène est un composé chimique de formule H2O2. Sa solution aqueuse est appelée eau oxygénée. Elle est incolore et légèrement plus visqueuse que l'eau.
Le peroxyde d'hydrogène possède à la fois des propriétés oxydantes par exemple vis-à-vis d'ions iodure et des propriétés réductrices par exemple vis-à-vis des ions permanganate. C'est un agent de blanchiment efficace. Il est utilisé comme antiseptique.
Le peroxyde d'hydrogène existe naturellement chez les êtres vivants comme sous-produit de la respiration cellulaire. Tous les organismes aérobies possèdent des enzymes, appelées peroxydases, qui catalysent la dismutation de H2O2 en H2O et O2 :
2 H2O2 → 2 H2O + O2  (ΔrH = −195,2 kJ/mol).
La concentration des solutions de peroxyde d'hydrogène est généralement indiquée en « volumes » ou en mol/l. Par définition, 1 l d'eau oxygénée à x volumes est susceptible de dégager x litres de O2 gaz, mesurée dans les conditions normales de température et de pression, par dismutation de H2O2 (équation chimique ci-dessus). La correspondance est approximativement de 10 volumes pour 1 mol/l.
Le peroxyde d'hydrogène a été utilisé en aéronautique comme comburant (par exemple, le T-Stoff utilisé dans les années 1940 pour le Messerschmitt Me 163B), voire comme monergol pour rocketbelts dans les années 1960. Il continue à être utilisé en astronautique comme ergol oxydant, pour les vaisseaux Soyouz russes.

## Transitions de phase
Dans les conditions normales de température et de pression, le peroxyde d'hydrogène et l'eau oxygénée sont liquides.
À pression atmosphérique :
- l'eau oxygénée commence à bouillir à température croissante en fonction de sa concentration (de 102 °C pour 10 %m à 141 °C pour 90 %m), mais le peroxyde d'hydrogène pur se décompose, vers 150 à 152 °C[4] ;
- l'eau oxygénée commence à se congeler à température décroissante puis croissante en fonction de sa concentration (minimum voisin de −52 °C pour 50 %m), et le peroxyde d'hydrogène se congèle à −0,4 °C[4].

À l'état solide on connaît le peroxyde d'hydrogène pur (H2O2) et au moins un hydrate, H2O2·2 H2O.

## Production
- En 1992, les États-Unis en produisaient environ 348 000 tonnes et le Canada en produisait environ 143 000 t/an[11] ;
- En 1995, l'Amérique du Nord (Mexique y compris) avait une capacité de production estimée à 547 000 t/an[11] ;
- Pour la première moitié des années 1990, la capacité mondiale de peroxyde d'hydrogène a été estimée entre 1 800 000 et 1 900 000 t/an[11] ;
- En 2005, la capacité de production mondiale est estimée à 2 200 000 t/an[11] .

## Mode de fabrication
Historiquement, le peroxyde d'hydrogène est préparé par l'électrolyse d'une solution aqueuse d'acide sulfurique ou de bisulfate d'ammonium (NH4HSO4), suivie par l'hydrolyse du peroxodisulfate S2O82− formé.[réf. nécessaire]
Actuellement, le peroxyde d'hydrogène est produit presque exclusivement par l'autooxydation de la 2-alkyl anthrahydroquinone en 2-alkyl anthraquinone (procédé à l'anthraquinone). Les industriels utilisent plus particulièrement les dérivés 2-éthyle ou 2-amyle de l'anthraquinone. La plupart des procédés industriels utilisent le barbotage d'air comprimé à travers une solution d'un dérivé dihydroxyanthracène, le dioxygène réagissant avec les protons labiles des groupes hydroxyle pour donner le peroxyde d'hydrogène, donnant ainsi le dérivé anthraquinone. Le peroxyde d'hydrogène est ensuite extrait et le dérivé anthraquinone est réduit par le dihydrogène en présence d'un catalyseur métallique pour redonner le dérivé dihydroxyanthracène, le cycle pouvant ainsi être répété. Ce procédé est aussi connu sous le nom de procédé Riedl-Pfleiderer, et a été découvert en 1936. En 2005, la production mondiale de peroxyde d'hydrogène atteignait 2,2 millions de tonnes. La synthèse électrochimique de H2O2 à partir de l'eau et de l'oxygène est une alternative très prometteuse car elle permet: (a) la production locale là où elle est nécessaire et (b) l'utilisation de l'énergie électrique pour la synthèse chimique,,.

Production de peroxyde d'hydrogène par le procédé à l'anthraquinone.

## Composé naturel
Le peroxyde d'hydrogène est non seulement produit par des micro-organismes mais aussi par les protéines DUOX, ; il est ensuite détoxifié par les peroxydases afin de produire de l'hypothiocyanite,.
Chez les plantes, le peroxyde d'hydrogène est un des dérivés réactifs de l'oxygène les plus importants notamment en cas de stress dû à la sécheresse. Son accumulation pouvant leur causer de graves dommages oxydatifs, elles s'en prémunissent en le décomposant grâce à des enzymes antioxydantes par catalase en oxygène moléculaire et en eau. La symbiose des plantes avec des champignons mycorhiziens permet d'augmenter de façon significative cette élimination et ainsi accroître leur résistance aux stress.
Le peroxyde d'hydrogène est produit naturellement par les coléoptères bombardiers et agit comme système de défense combiné à de l'hydroquinone. Cette réaction exothermique libère de l'énergie et élève la température du mélange à près de 100 °C.

## Décomposition
Le peroxyde d'hydrogène se décompose dans une réaction exothermique de dismutation en eau et dioxygène dans des proportions dépendantes de la température, de la concentration, de la présence d’impuretés et de stabilisants. Il est décomposé par beaucoup de substances, dont la plupart des métaux de transition et leurs composés, des composés organiques, la poussière, etc. Répandre du peroxyde d'hydrogène sur une substance inflammable peut provoquer un embrasement.
L’utilisation d’un catalyseur (comme le dioxyde de manganèse, le permanganate de potassium, l'argent, ou une enzyme telle que la catalase) augmente considérablement le taux de décomposition du peroxyde d'hydrogène. Ce phénomène produit un dégagement d'oxygène intense ainsi qu'une forte chaleur. Les récipients de stockage doivent être constitués d'une matière compatible comme le polyéthylène ou l'aluminium et nettoyés de toute impureté (un procédé appelé passivation).
La réaction de dismutation est lente et les solutions aqueuses de peroxyde d'hydrogène peuvent être conservées longtemps sous certaines conditions. L'eau oxygénée commerciale dite « stabilisée » contient des agents permettant de complexer ou d'adsorber les impuretés en solution qui autrement catalyseraient la dismutation et accélèreraient la décomposition de la solution, parfois violente. Pour empêcher ceci, des agents stabilisants variés peuvent être utilisés, tels des phosphates, stannates ou silicates de sodium, de l'acide phosphorique ou encore de l'acétanilide,.
La dismutation met en évidence les propriétés oxydantes et réductrices du peroxyde d'hydrogène.
La dismutation peut être décrite comme une réaction entre H2O2 réducteur et H2O2 oxydant.
La réaction de dismutation
2 H2O2 → 2 H2O + O2 ({\displaystyle \Delta _{\mathrm {r} }H} = –98,11 kJ par mole, soit –2884,5 kJ/kg)
est composée des deux demi-équations d'oxydoréduction suivantes :
H2O2  {\displaystyle \rightleftharpoons }  O2 + 2 H+ + 2 e− (où H2O2 est le réducteur, donneur d'électrons)
H2O2 + 2 H+ + 2 e−  {\displaystyle \rightleftharpoons }  2 H2O (où H2O2 est l'oxydant, accepteur d'électrons)
Cette décomposition produit de l'oxygène qui fait du peroxyde d'hydrogène à haute concentration un ergol comburant. De plus elle produit suffisamment d'énergie pour qu'il ait également été utilisé comme monergol. Dans les années 1930 et 1940, l'ingénieur allemand Hellmuth Walter en fut le pionnier, notamment pour la propulsion de sous-marins et de torpilles. L'eau oxygénée reste très dangereuse comme illustré par le naufrage du Koursk, attribué à l'usage de ce produit dans la torpille Type 65, et son utilisation dans les torpilles a été abandonnée dans la plupart des marines pour des raisons de sécurité. De façon plus anecdotique, ce monergol produisait la poussée du jetpack Rocketbelt.

## Purification
Comme le peroxyde d'hydrogène concentré (pourcentage molaire supérieur à 70 %) est en vente restreinte, certains sont tentés de distiller des solutions plus diluées pour obtenir un monergol. C’est extrêmement dangereux.
Le barbotage suivi éventuellement d'une congélation fractionnée constitue un procédé plus sûr. Le barbotage profite du fait que l’air tiède (pas trop chaud) évapore préférentiellement l'eau.
À des concentrations dépassant 62 %, le peroxyde d'hydrogène en solution dans l’eau gèle avant l’eau (c'est l'inverse à des concentrations plus faibles). L'eau oxygénée tend à demeurer en surfusion, un état métastable qui cesse, par exemple si l'on immerge un cristal de « glace oxygénée » dans la solution surfusée.

## Toxicité, écotoxicité
Ce puissant biocide est toxique pour de nombreux organismes, à des doses variant selon les espèces, leur âge et le contexte. Sa toxicité a fait l'objet d'une réévaluation publiée en 1999 par le Centre international de recherche sur le cancer (CIRC).

## Utilisation

### Usage industriel
- Le peroxyde d'hydrogène sert essentiellement au blanchiment de la pâte à papier (environ deux tiers du volume produit dans le monde). Les pâtes blanchies peuvent être chimiques, mécaniques ou recyclées.
- Sous une forme hautement purifiée, il revêt une importance cruciale dans l'industrie électronique (la fabrication de puces exigeant une décontamination sans faille) et les volumes produits à cet effet ne cessent d'augmenter.
- Il est utilisé dans le domaine de l'environnement pour le traitement des eaux[28], des sols et des gaz (désulfuration, deNox, dégradation de polluants aquatiques par sonocatalyse, etc.)[29],[30],[31].
- Il est contenu dans certaines solutions destinées à purifier l'eau de piscine ou de spa et détruisant les algues vertes, vendues sous l'appellation commerciale « oxygène actif ».
- La stérilisation de salles propres s’effectue par une fumigation de peroxyde d’hydrogène, par vaporisation de H2O2, ou par dispersion d’une solution en gouttelettes aérosols H2O2.
- Vaporisé à haute température, il sert à stériliser les emballages alimentaires composites juste avant l'incorporation de leur contenu (liquides UHT tels que lait, jus de fruits, etc.).
- L'oxydation d'une solution de luminol par de l'eau oxygénée produit, sans colorant, une lumière bleue intense sans dégagement de chaleur. C'est une réaction de chimiluminescence, utilisée par exemple dans les bâtons lumineux.
- C'est un oxydant prometteur pour la synthèse de différents produits chimiques[32],[33].

### Usage médical ou esthétique
- Naturellement sécrété par le corps humain, il inhibe la synthèse de pigments colorés, dont la mélanine, et est responsable du blanchissement des cheveux[34]. Il peut servir (à basse concentration, de 2 % jusqu'à 12 %) à décolorer les poils et cheveux, d’où l'expression « blonde peroxydée ». Il est utilisé en coiffure comme fixateur pour achever une permanente ou pour réaliser une coloration d'oxydation.
- Désinfectant pour un traitement local (code ATC : A01AB02 peroxyde d'hydrogène (eau oxygénée)). Le nettoyage des plaies par l'eau oxygénée doit être prompt, car celle-ci endommage les nouvelles cellules.
- L'Organisation mondiale de la santé (OMS) a suggéré des solutions antiseptiques pour les mains dans lesquelles l'effet antimicrobien de l'alcool hautement concentré (éthanol ou isopropanol) est renforcé par une faible concentration de peroxyde d'hydrogène tandis que le troisième composant, le glycérol, agit comme humectant. Ces formulations peuvent être préparées localement dans des endroits reculés où les désinfectants commerciaux pour les mains ne sont pas facilement disponibles. Pour ces régions, la synthèse locale de peroxyde d'hydrogène dilué a une immense importance[19].
- Combiné avec l’urée sous forme de peroxyde de carbamide H2O2·CO(NH2)2, le peroxyde d'hydrogène sert d’éclaircissant dentaire.
- Il entre dans la composition de certains traitements en dermatologie, notamment dans la kératose séborrhéique[35].

### Usage en tant que comburant
- À haute concentration, il peut servir de comburant pour la propulsion de fusées. En se décomposant dans le réacteur, il fournit le dioxygène nécessaire à la combustion des combustibles auxquels il est associé. Il a la particularité de pouvoir être aussi utilisé seul comme monergol (par exemple dans les Rocketbelts, ou encore dans l'avion-fusée X-15, pour les groupes auxiliaires de puissance (en anglais APU), la turbopompe et les verniers). Dans ce dernier cas, c'est la décomposition exothermique du peroxyde d'hydrogène concentré, déclenchée dans la chambre du réacteur par contact avec un catalyseur, qui produit un jet d'oxygène et de vapeur d'eau à 600 °C.
- U-boot : durant la Seconde Guerre mondiale, les équipes de l'ingénieur Hellmuth Walter expérimentèrent la propulsion des sous-marins à l'aide de peroxyde d'hydrogène comme comburant pour brûler du mazout et actionner les turbines de propulsion. Il s'agit des premiers sous-marins anaérobies jamais réalisés, permettant de s'affranchir du double système de propulsion diesel et électrique pour la surface et la plongée. Toutefois, même si les performances étaient satisfaisantes (21 nœuds en plongée soit une augmentation de 300 % par rapport aux sous-marins conventionnels), ce type d'installation propulsive était un cauchemar d'ingénieur (risques élevés d'incendie et d'explosion, immenses réservoirs, autonomie limitée) et n'atteignit pas le statut opérationnel avant la capitulation de l'Allemagne. Les coques des navires de série ayant déjà été mises sur cale furent reconverties à la propulsion classique diesel + électrique avec des capacités d'accumulateurs très importantes, donnant ainsi naissance aux redoutables U-boote Type XXI ou Elektroboote (en). Après 1945, les Anglais renflouèrent un sous-marin Walter à peroxyde (rebaptisé HMS Meteorite dans la Royal Navy), s'assurèrent de la collaboration de l'ingénieur Walter et lancèrent deux versions améliorées de cette conception, les HMS Explorer et Excalibur qui s'avérèrent extrêmement stressants pour leurs équipages (incendies spontanés, explosions, dégagements de vapeurs toxiques). Les rapports officiels les qualifiaient de « sûrs… à 75 % » tandis que les matelots les avaient rebaptisés HMS Exploder et HMS Excruciator (traduction libre : L'Explosif et Le Tortionnaire). L'avènement des sous-marins atomiques relégua ces recherches au rang de voie de garage à la fin des années 1950.
- Le véhicule terrestre supersonique Bloodhound SSC prévoit d'utiliser le peroxyde d'hydrogène comme monergol.

### Autres usages
- L'eau oxygénée a été utilisée durant plusieurs années comme révélateur d'hémoglobine en police scientifique. Aujourd'hui, ce test n'est plus utilisé en médecine légale car des techniques plus précises existent[36]. Cette découverte a été faite par le chimiste allemand Christian Schönbein (1799-1868). Le peroxyde d'hydrogène est utilisé pour faire réagir le luminol en utilisant le fer (II) de l'hémoglobine comme catalyseur.
- C'est aussi un désinfectant pour la culture hydroponique et l'oxygénation des racines.
- Le peroxyde d'hydrogène est aussi utilisé lors de la fabrication d'explosifs peroxydés tels que le peroxyde d'acétone (TATP).
- Associé à de l'hydroquinone, le peroxyde d'hydrogène est utilisé par les coléoptères dits « bombardiers » pour créer une solution explosive à haute température (100 °C). La solution est ensuite projetée sur ses prédateurs en tant que système défensif.
- Il fait partie des très spectaculaires réactions oscillantes de Briggs-Rauscher[37] et Bray-Liebhafsky[38],[39].

## Histoire
Le peroxyde d'hydrogène a été isolé pour la première fois en 1818 par Louis Jacques Thénard en faisant réagir du peroxyde de baryum avec de l'acide nitrique. Le procédé a pu être amélioré en utilisant de l'acide chlorhydrique à la place de l'acide nitrique, suivi par l'ajout d'acide sulfurique pour précipiter le sulfate de baryum comme sous-produit. Le procédé Thénard est utilisé de la fin du XIXe siècle jusqu'au milieu du XXe siècle. Les méthodes de productions actuelles sont discutées ci-dessous.
Le peroxyde d'hydrogène a longtemps été considéré comme instable, du fait des nombreuses tentatives pour le séparer de l'eau. Cette instabilité est due aux impuretés de métaux de transition présentes en solutions, même en très faible quantité, qui catalysent la décomposition du peroxyde d'hydrogène. Une solution pure a pu être obtenue pour la première fois par distillation sous vide en 1894 par Richard Wolffenstein. À la fin du XIXe siècle, Petre Melikichvili et son étudiant L. Pizarjevski ont pu montrer que de toutes les formules proposées pour le peroxyde d'hydrogène, la formule H-O-O-H était correcte.
L'utilisation de peroxyde d'hydrogène comme stérilisant a rapidement été considérée comme une alternative efficace à l'oxyde d'éthylène et a de fait été largement utilisée dans l'industrie pharmaceutique.